# Sorel-Tracy
Sorel-Tracy är en stad (kommun av typen ville) i provinsen Québec i Kanada. Den ligger i regionen Montérégie, i den sydöstra delen av landet, 210 km öster om huvudstaden Ottawa. Antalet invånare var 35 165 vid folkräkningen 2021. Staden bildades 2000 genom sammanslagning av städerna Sorel och Tracy på varsin sida om Richelieufloden. Tätorten (centre de population), som omfattar tätbebyggelse på båda sidor om floden och sträcker sig in i flera grannkommuner, har behållit namnet Sorel.